# バーミンガム・スーパープリ
バーミンガム・スーパープリ（英: Birmingham Superprix）は、1986年から1990年までイギリスのバーミンガム市内中心部に設営されたストリート・サーキットで開催された自動車レース大会。

## 概要
イングランド第2の都市であるバーミンガムの中心部で自動車レースを開催するというアイディアは、1966年の地方議会で議論が開始された。提案者はバーミンガム市議会議員のピーター・バーウェル (Peter Barwell)と、バーミンガムの実業家でレーシングドライバーのマーティン・ホーン (Martin Hone)だった。背景には、イギリスではモータースポーツ用サーキットが多くの都市近郊に点在し、レースイベントも毎週末多く開催されるが、フランスや北欧各国では開催されていた公認での（合法での）公道レースがイギリスでは無かった。当初、議会では反対の声も多かったが二人はその声を押し切って計画を推進した。国民のスターであるスターリング・モスの協力によってようやく1972年に市議会からレース開催の許可が下りた。しかしイベント開催はなかなか実現しなかった。1976年に当地の闘牛場周辺にてF1ドライバーのパトリック・ネーヴがブラバム・BT45でデモンストレーション走行を行うなど、イベント実現へ向けてのロビー活動は継続された。
1984年11月、バーミンガムロードレース法案が議会に提出され、1985年4月にこの法案は承認を受け、同年10月にRoyal assent（国王の承認）を得た。これによってバーミンガム・スーパープリはイギリス唯一の合法での公道レースとして開催に向けて準備が開始できるようになった。
開催コースはバーミンガム市中央部の一般道路を通行止めにしてクローズド・サーキット（市街地コース）が設置され、開催スケジュールは8月のバンク・ホリデーの2日間に設定された。大会スポンサーに大手自動車用品メーカーのハルフォード (Halfords)を獲得し、まずは3年間の開催が決まった。主催者はこの公道を使った約4キロのコースで将来的にF1世界選手権を誘致したいという希望を持っており、1988年春にFIA (当時のFISA)へと要望書を提出した。バーミンガムのレース中継を担当する契約を持つセントラル・ビジョンTVの責任者ゲイリー・ニューボンはこの時点で、「我々としてはバーミンガムでの公道レースを3年重ねてきて、運営面をモナコグランプリ並みの水準に高めてきたと考えているし、F1グランプリを開催する資格は十分あると思っている。」と公言した。第1回大会のテレビ中継ではゲストコメンテイターとして現役でF1参戦中のナイジェル・マンセルが出演。マンセルはバーミンガム近郊の出身者でもあり、翌1987年のイベント開催中も古巣であるラルト・ホンダのピットを訪問、「このコースをF1で走ったら面白いと思うよ。」とF1誘致を後押しする発言を残した。
大会のメインレースはFIA国際F3000選手権だったが、サポートレースとしてイギリスツーリングカー選手権(BTCC)とサンダースポーツレース、フォーミュラ・フォードがイベントに組み込まれた。
初年度の1986年は開催がハリケーンに見舞われ路面コンディションとレース内容が大荒れとなり、クラッシュが多く発生し赤旗中断でレースが終了、ハーフポイントレースとなった。1988年もアクシデントが多く、スタート直後にベルトラン・ガショーとアンディ・ウォレスの接触クラッシュが発生、後方のデヴィッド・ハント (レーシングドライバー)の減速が間に合わず、高速ターンでコースサイドの建築物の壁に大穴をあけるような大クラッシュでマシンごと横転し、レースは中断されコース修復に時間を要した。事故の規模からすると幸運にもハントは大きな負傷を負わず、軽度の脳震盪のみで済んだが、この事故の影響でロードレース法案によって課されていた時間制限によってF3000レースの終了をもってBTCCのレースがキャンセルされるなど、運営面での不運もあり開催は5年で終了した。
2018年にレッドブル.comは、「現代に復活してほしいモータースポーツレガシー ベスト7」のトップに本イベントを選抜して紹介した
。

## コースレイアウト

1990年8月、最後の開催でのコース。ストリートコースであるため場所によってトラック幅が大きく異なる特徴がある。

バーミンガム・スーパープリのコースは、バーミンガム市内中心部のすぐ南の公道を期間中通行止めにして施設された。周回はイングランド内の多くのサーキットコースとは違う特徴となる逆回り（左回り）に設定された。スタート・フィニッシュラインはA38道路（ブリストル・ストリート）上に設けられた。ピットエリアは、ブリストル・ストリート・モーターズ・フォード・ディーラーの前庭に位置し、隣接する立体駐車場に参戦エントラント用の作業ガレージエリアが置かれた。
ラバットコーナーと名付けられた左に約90度のターン1を抜けると南東に向かい、約180m（200ヤード）ほどわずかに加速したあとでNGKシケインと命名されたベルグレイヴ・インターチェンジのロータリー部を利用したシケインを通過し、バーミンガム環状道路の南部にあたるA4540道路を650mの長さがあるわずかに湾曲したストレートとして利用する。大会タイトルスポンサーにちなんだハルフォードコーナーと命名されたヘアピンコーナーが近づくが、その手前のブレーキングポイントには大きなこぶ状のパンプが残り、走行する車体は大きく上下した。このヘアピンはハーデンサーカス・ラウンドアバウトを利用しており、コース幅が非常に広い。
ヘアピンを過ぎると、ベルグレイヴ・ミドルウェイA4540を逆に戻る形で北西側に進み、バーミンガム・セントラル・モスクの前を通過してベルグレイヴ・インターチェンジのロータリーまで戻る。このロータリー部で右に90度ターンし、狭いシャーロック・ストリートを市内中心部へと向かう。この道は500m続き、パーショアストリートに向かって開けた高速左ターン「Dynaglazeコーナー」を通過する。この後190mの短いストレートを加速すると、すぐにブロムスグローブ通りに向かって左90度の「キャヴェンディッシュファイナンスコーナー」が現れる。このコーナーでは出口の道路にあたるブロムスグローブ通りが特に狭く、1988年のF3000レース中にラッセル・スペンスのスピンに端を発し3台のマシンがコースをふさいだため、後方から次の周に入っていたトップ集団のピエルルイジ・マルティニとロベルト・モレノが現れるまでにコースをクリアにできず渋滞を招き、レースが中断された現場となった。
この左ターンを抜けて、ブロムスグローブ通りを南西に370mまっすぐ進み、わずかに右に曲がって歩道橋を渡る狭い橋に入り、そこから左90度の「ホンダ・ターン」を抜けると広いブリストル・ストリートのスタート/フィニッシュラインでラップが完了する。1周 3.974km (2.47マイル)のコースである。

## 各年の結果
| 年     | F3000優勝者                  | 使用車両                       | エントラント                                 |
| ------ | ---------------------------- | ------------------------------ | -------------------------------------------- |
| 1986年 | ルイス・ペレス＝サラ         | ラルト・RT20 コスワース DFV    | ルチアーノ・パヴェーシ・レーシング           |
| 1987年 | ステファノ・モデナ           | マーチ・87B コスワース DFV     | マールボロ・オニクス・レースエンジニアリング |
| 1988年 | ロベルト・モレノ             | レイナード・88D コスワース DFV | ブロムレイ・モータースポーツ                 |
| 1989年 | ジャン・アレジ               | レイナード・89D 無限・MF308    | CAMELエディ・ジョーダン・レーシング          |
| 1990年 | エリック・ヴァン・デ・ポール | レイナード・90D コスワース DFV | GAモータースポーツ                           |

## ラップレコード
| カテゴリー                                            | ラップタイム                                          | ドライバー                                            | マシン                                                | イベント                                              |
| Superprix Circuit: 2.469マイル (3.974 km) (1986–1990) | Superprix Circuit: 2.469マイル (3.974 km) (1986–1990) | Superprix Circuit: 2.469マイル (3.974 km) (1986–1990) | Superprix Circuit: 2.469マイル (3.974 km) (1986–1990) | Superprix Circuit: 2.469マイル (3.974 km) (1986–1990) |
| ----------------------------------------------------- | ----------------------------------------------------- | ----------------------------------------------------- | ----------------------------------------------------- | ----------------------------------------------------- |
| F3000                                                 | 1:22.910                                              | ロベルト・モレノ                                      | ラルト・RT21                                          | 1987年バーミンガムスーパープリ                        |
| グループA                                             | 1:35.700                                              | ロブ・グラヴェット                                    | フォード・シエラ RS500                                | 1990年バーミンガムBTCCラウンド                        |

## 関連事項
- モータースポーツ
- フォーミュラ3000